# Gara Rogojelu
Gara Rogojelu este o gară care deservește comuna Câlnic, județul Gorj, România.